# Meridiano cero
Un meridiano cero (o meridiano origen) es un meridiano que, en cartografía, sirve de referencia de longitud, es decir representa los 0° de longitud, en la escala de longitudes de un cuerpo celeste. A diferencia de los paralelos definidos completamente por el eje de rotación de un objeto celeste, la elección de un primer meridiano es mayoritariamente arbitraria.

## Historia

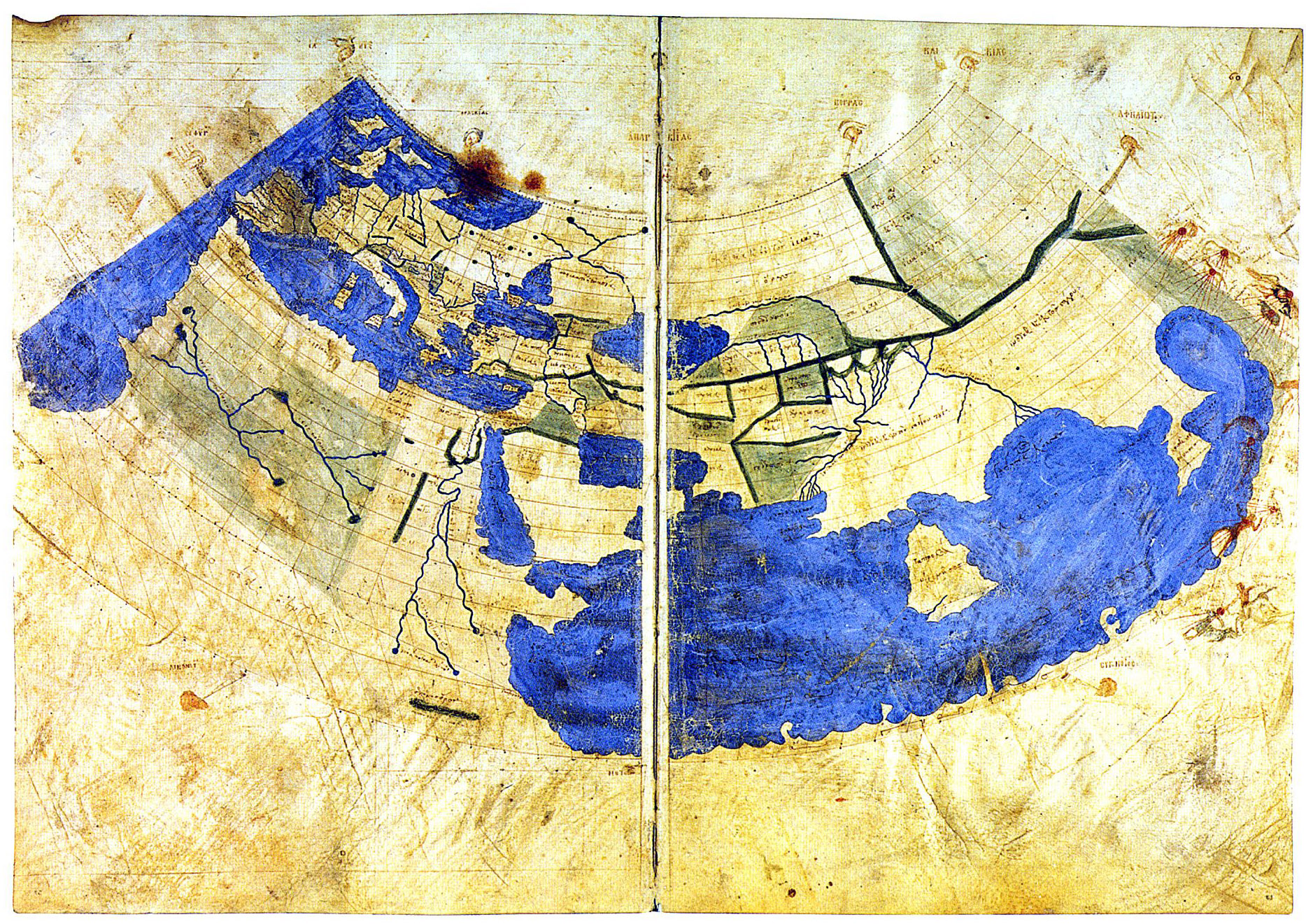
La primera proyección de Ptolomeo, rechazada por Maximus Planudes hacia en 1300, utilizando un meridiano a través de las Islas Canarias en el oeste de África

La noción de longitud fue desarrollada por los griegos Eratóstenes (c. 276  a. C. - c. 195  a. C.) en Alejandría, e Hiparco (c. 190  a. C. - c. 120  a. C.) a Rodas, y se aplicó a un gran número de ciudades en la obra Geografía de Estrabón (64-63  a. C. - c. 24  d. C.). Pero fue Ptolomeo (c. 90  d. C. - c. 168  d. C.) el primero en utilizar un meridiano consistente para un mapa mundial en su Geografía.
Ptolomeo utilizó como base las «Islas Afortunadas», un grupo de islas del Atlántico que suelen estar asociadas a Canarias (de 13° a 18° O). El punto principal está cómodamente al oeste de la punta occidental de África (17.5° O), ya que aún no se utilizaban los números negativos. Su primer meridiano corresponde actualmente a 18°40' oeste de Winchester (unos 20° O). Entonces, el método principal para determinar la longitud era utilizar la hora de los eclipses lunares en diferentes países.

Facsímil del mapa de Diego Ribero de 1529; el original se encuentra en la Biblioteca del Vaticano.

La geografía de Ptolomeo se imprimió por primera vez con mapas en Bolonia en 1477, y muchos mapas de principios del siglo XVI le siguieron. Pero aún había la esperanza de que existiera una base «natural» para un meridiano cero. Cristóbal Colón informó en 1493 de que la brújula apuntaba hacia el norte en algún lugar del Atlántico medio, y este hecho se utilizó en el importante tratado de Tordesillas de 1494, que resolvió la disputa territorial entre España y Portugal sobre tierras recién descubiertas. La línea Tordesillas se estableció finalmente en 370 leguas al oeste de Cabo Verde. Esto se muestra en el mapa de Diego Ribero de 1529. La Isla de San Miguel (25,5° O) en las Azores aún era usada por la misma razón hasta 1594 por Christopher Saxton, aunque hasta entonces se había demostrado que la línea de desviación magnética cero no seguía una línea de longitud.

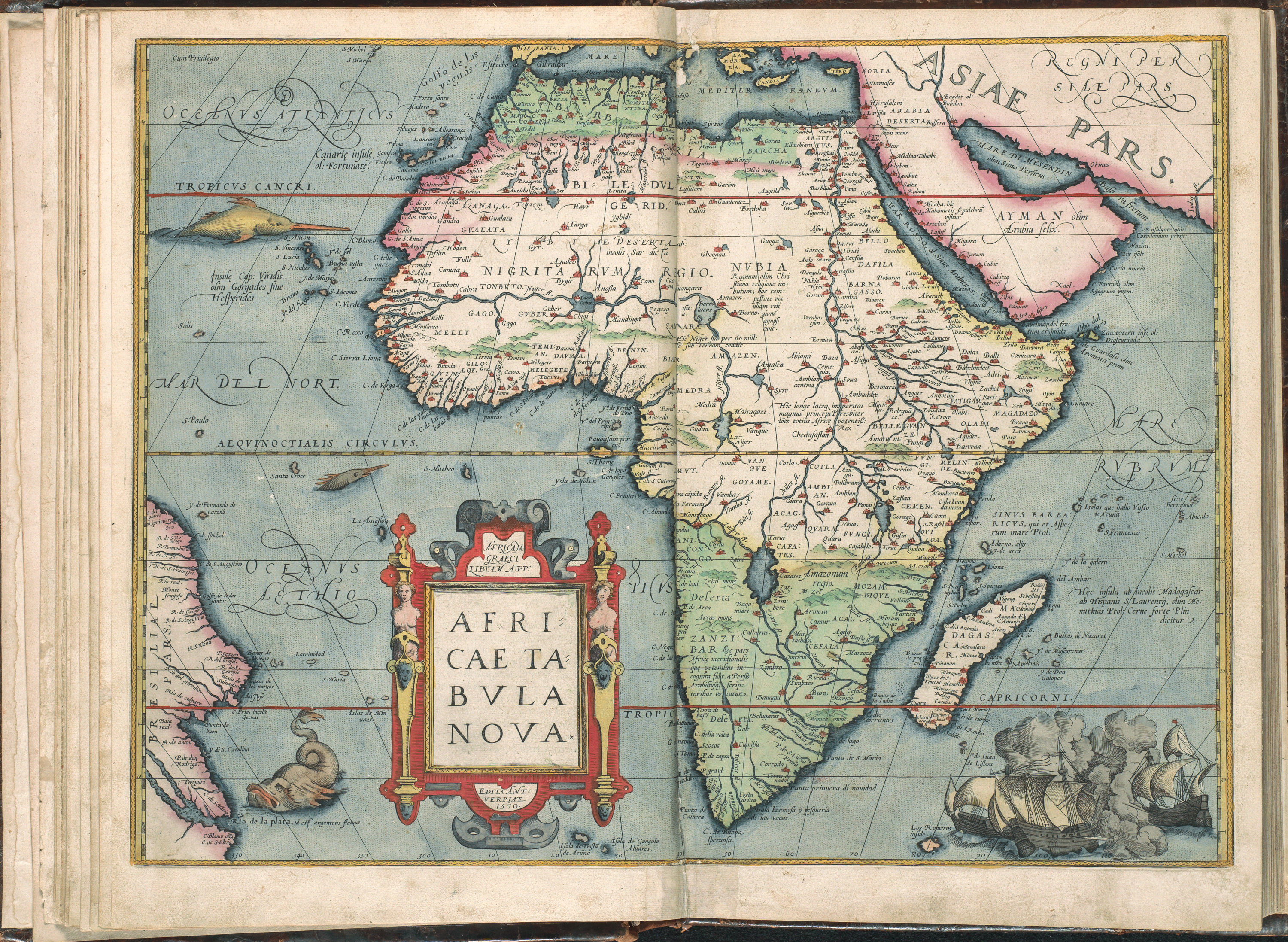
1,571: mapa de África de Abraham Ortelius, con el Cabo Verde como primer meridiano.

En 1541, Mercator produjo su famoso mapa de 41 centímetros del planeta terrestre y dibujó su meridiano precisamente a través de Fuerteventura (14°1' W) en las Islas Canarias. Sus mapas posteriores utilizaron las Azores, siguiendo la hipótesis magnética. Pero en el momento en que Ortelius produjo el primer atlas moderno en 1570, se estaban empezando a usar otras islas como Cabo Verde para este fin. En su atlas, las longitudes se contaban de 0 a 360°, no de 180° W a 180° E, como es habitual en la actualidad. Esta práctica fue seguida por los navegantes hasta el siglo XVIII.  En 1634, el cardenal Richelieu utilizó la isla más occidental de las Canarias, El Hierro, a 19°55' al oeste de París, como elección del meridiano. El geógrafo Delisle decidió redondearlo hasta 20°, de forma que se convirtió simplemente en el meridiano de París disfrazado.
A principios del siglo XVIII siguieron los esfuerzos para mejorar la determinación de la longitud en el mar, llevando al desarrollo del cronómetro marino de John Harrison. Pero fue el desarrollo de cartas astronómicas precisas, principalmente a cargo del primer astrónomo real británico, John Flamsteed entre 1680 y 1719 y difundidas por su sucesor Edmund Halley, lo que permitió a los navegantes utilizar el método lunar de determinar la longitud con mayor precisión mediante el octante desarrollado por Thomas Godfrey y John Hadley. Entre 1765 y 1811 Nevil Maskelyne publicó 49 números del Almanaque náutico basado en el meridiano del Observatorio Real, Greenwich. "Las tablas de Maskelyne no sólo hacían que el método lunar fuera posible, sino que también hacían del meridiano de Greenwich el punto de referencia universal. Incluso las traducciones francesas del almanaque náutico retuvieron los cálculos de Maskelyne de Greenwich, a pesar de que todas las demás tablas de Connaissance des Temps consideraban el meridiano de París como principal".
En 1884, en la Conferencia Meridiana Internacional de Washington, d. C., 22 países votaron para adoptar el meridiano de Greenwich como primer meridiano del mundo. Los franceses argumentaron una línea neutral, mencionando las Azores y el estrecho de Bering, pero finalmente se abstuvieron y continuaron utilizando el meridiano de París hasta 1911.

## Tierra

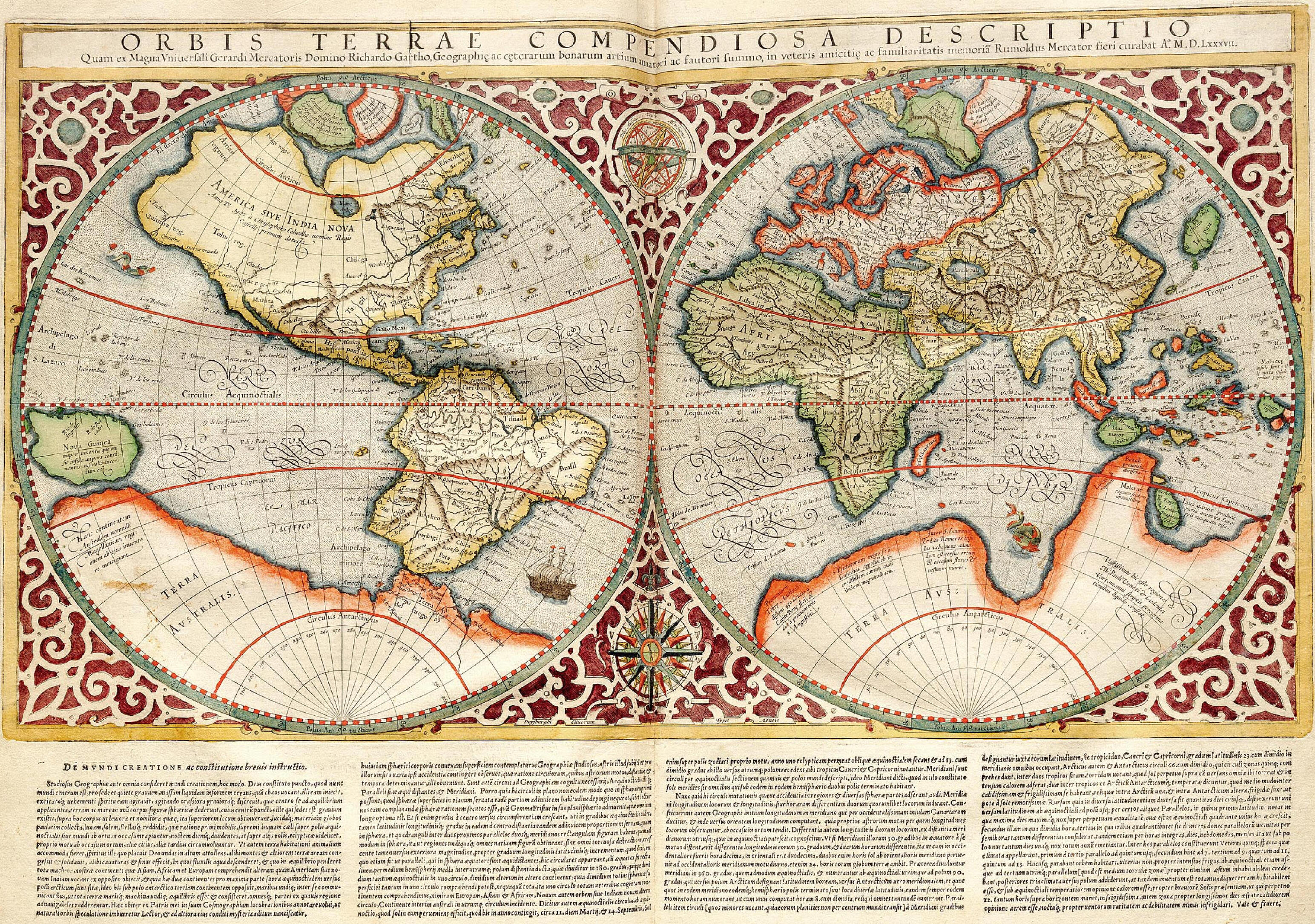
Gerardus Mercator, a su Atlas Cosmographicae (1595), utiliza un meridiano principal en un lugar cercano a 25° W, pasando justo al oeste de la isla de Santa María en el Atlántico. Su 180° meridiano recorre el estrecho de Anián (estrecho de Bering).

En la Tierra, para la cartografía estándar, el meridiano cero que se utiliza actualmente y universalmente es el meridiano de Greenwich. Este meridiano fue adoptado como norma internacional en 1884 por 25 países en la Conferencia Internacional del Meridiano de Washington y desde entonces se ha extendido por el resto del mundo. El sistema geodésico global actual, llamado WGS 84, utiliza el meridiano de referencia IERS, una longitud 0° situada a 102 metros al este del meridiano de Greenwich.
Otros meridianos cero han sido utilizados en el pasado por diferentes países:
- Meridiano de Copenhague (12°34'33" E)
- Meridiano de El Hierro (18°02' O) (Isla del Hierro en las Islas Canarias)
- Meridiano de Madrid (3°41'16.48" O)
- Meridiano de Cádiz (6°17'15" O)
- Meridiano de París (2°20'14.025" E)
- Meridiano de Roma (12°27'08.04" E)
- Meridiano de Pulkowa (San Petersburgo, 30°19'42.09" E)
- Meridiano de Ujjain (usado en calendarios de astronomía indios, 75°47' E)
- Meridiano de Washington (77°3'2.3" O)
- Meridiano de Buenos Aires (58°22'22" O)

### Meridianos históricos
| Localidad                                         | Longitud moderna | Nombre del Meridiano                            | Imagen                    | Comentario |
| ------------------------------------------------- | --- | ----------------------------------------------- | ------------------------- | --- |
| Estrecho de Bering                                | 168°30' W |                                                 | 168° 168º meridiano oeste | Sugerido en 1884 como una posibilidad de meridiano primario neutral por Pierre Janssen en la Conferencia Internacional del Meridiano. |
| Washington D. C.                                  | 77°03′56.07″ W (1897) or 77°04′02.24″ W (NAD 27) diciembre de 2016 or 77°04′01.16″ W (NAD 83)                                                                                   | Meridiano del Nuevo Observatorio Naval          | 77° 77º meridiano oeste   | |
| Washington D. C.                                  | 77°02′48.0″ W, 77°03′02.3″, 77°03′06.119″ W or 77°03′06.276″ W (ambos presumiblemente NAD 27). Si es NAD27, elúltimo sería 77°03′05.194″ W (NAD 83)                             | Meridiano del Viejo Observatorio Naval          | 77° 77º meridiano oeste   | |
| Washington D. C.                                  | 77°02′11.56299″ W (NAD 83), 77°02′11.55811″ W (NAD 83), 77°02′11.58325″ W (NAD 83) (tres monumentos diferentes que ser quería que estuviesen en el meridiano de la Casa Blanca) | Meridiano de la Casa Blanca                     | 77° 77º meridiano oeste   | |
| Washington D. C.                                  | 77°00′32.6″ W (NAD 83) | Meridiano del Capitolio                         | 77° 77º meridiano oeste   | |
| Filadelfia                                        | 75° 10' 12″ W |                                                 | 75° 75º meridiano oeste   | [ 12 ] [ 13 ] |
| Río de Janeiro                                    | 43° 10' 19″ W |                                                 | 43° 43º meridiano oeste   | [ 14 ] |
| Buenos Aires                                      | 58° 22' 22″ W |                                                 | 58° 58º meridiano oeste   | Se utilizó para definir el meridiano 5º de Buenos Aires y el meridiano 10º de Buenos Aires, que marcan límites interprovinciales del país. |
| Islas Afortunadas / Azores                        | 25° 40' 32″ W |                                                 | 32° 32º meridiano oeste   | Usado hasta la Edad Media, propuesto como un posible meridiano neutral por Pierre Janssen en la Conferencia Internacional del Meridiano |
| El Hierro (A veces llamada Ferro), Islas Canarias | 18° 03' W, later redefined as 17° 39' 46″ W | Meridiano de El Hierro                          | 18° 18º meridiano oeste   | [ 16 ] |
| Tenerife                                          | 16° 38' 22" W | Meridiano de Tenerife                           | 16° 16º meridiano oeste   | Elevado a predominancia por cartógrafos holandeses y navegantes después de que abandonaran la idea de un meridiano magnético |
| Cádiz                                             | 6° 17' 35.4" W | Meridiano de Cádiz                              | 6° 6º meridiano oeste     | Obervatorio Real en la torre sureste del Castillo de la Villa, usado entre 1735 y 1850 por la Armada española. |
| Lisboa                                            | 9° 07' 54.862″ W |                                                 | 9° 9º meridiano oeste     | [ 20 ] |
| Madrid                                            | 3° 41' 16.58″ W |                                                 | 3° 3º meridiano oeste     | [ 20 ] |
| Kew                                               | 0° 00' 19.0″ W | Meridiano primordial (anterior al de Greenwich) | 0° Meridiano de Greenwich | Localizado en el Observatorio del Rey George III |
| Greenwich                                         | 0° 00' 05.3101″ W | Meridiano de Greenwich                          | 0° Meridiano de Greenwich | Airy Meridian |
| Greenwich                                         | 0° 00' 05.33″ W | Meridiano Cero de Ordnance Survey               | 0° Meridiano de Greenwich | Meridiano de Bradley |
| Greenwich                                         | 0° 00' 00.00″ | Meridiano internacional de referencia del IERS  | 0° Meridiano de Greenwich | |
| París                                             | 2° 20' 14.025″ E | Meridiano de París                              | 2° 2º meridiano este      | |
| Bruselas                                          | 4° 22' 4.71″ E |                                                 | 4° 4º meridiano este      | [ 20 ] |
| Amberes                                           | 4° 24' E | Meridiano de Amberes                            | 4° 4º meridiano este      | |
| Ámsterdam                                         | 4° 53' E |                                                 | 4° 4º meridiano este      | A través de la Westerkerk en Ámsterdam. Se usaba para definir la hora legal en los Países Bajos entre 1909 y 1937 |
| Pisa                                              | 10° 24' E |                                                 | 10° 10º meridiano este    | [ 12 ] |
| Oslo (Kristiania)                                 | 10° 43' 22.5″ E |                                                 | 10° 10º meridiano este    | [ 12 ] [ 13 ] |
| Florencia                                         | 11°15' E | Meridiano de Florencia                          | 11° 11º meridiano este    | Usado en la Proyección de Peters |
| Roma                                              | 12° 27' 08.4″ E | Meridiano de Monte Mario                        | 12° 12º meridiano este    | Usado en el Datum 40 de Roma |
| Copenague                                         | 12° 34' 32.25″ E |                                                 | 12° 12º meridiano este    | Rundetårn |
| Nápoles                                           | 14° 15' E |                                                 | 14° 14º meridiano este    | [ 15 ] |
| Bratislava o Pressburg                            | 17° 06' 03″ E | Meridianus Posoniensis                          | 17° 17º meridiano este    | |
| Buda                                              | 19° 03' 37″ E | Meridianu(s) Budense                            | 19° 19º meridiano este    | Usado entre 1469 y 1495; introducido por Regiomontanus, usado por Marcin Bylica, Galeotto Marzio, Miklós Erdélyi (1423–1473), Johannes Tolhopff (c. 1445–1503) y Johannes Muntz. Establecido en el Castillo Real (y Observatorio) de Buda. |
| Estocolmo                                         | 18° 03' 29.8″ E |                                                 | 18° 18º meridiano este    | En el Observatorio de Estocolmo |
| Cracovia                                          | 19° 57' 21.43″ E | meridiano de Cracovia                           | 19° 19º meridiano este    | En el viejo Obervatorio de Cracovia en el Jardín botánico de la Universidad de Cracovia. Mencionado en la obra de Nicolás Copérnico De revolutionibus orbium coelestium. |
| Varsovia                                          | 21° 00' 42″ E | Meridiano de Varsovia                           | 21° 21º meridiano este    | [ 20 ] |
| Várad                                             | 21° 55' 16″ E | Tabulae Varadienses                             | 21° 21º meridiano este    | Entre 1464 y 1667, se fijó un meridiano primordial en al Fortaleza de Oradea (Varadinum en la época) por parte de Georg von Peuerbach. Cristobal Colón en su cuaderno de bitácora indicó, que tenía una copia de las Tabulae Varadienses (Tabula Varadiensis o Tabulae directionum) a bordo para calcular el meridiano real basándose en la posición de la Luna, en relación con Várad. Amerigo Vespucci también mencionó como aprendió a a clacular los meridianos mediante estas tablas. |
| Alejandría                                        | 29° 53' E | Meridiano de Alejandría                         | 29° 29º meridiano este    | El meridiano del Almagesto de Ptolomeo. |
| San Petersburgo                                   | 30° 19' 42.09″ E | Meridiano de Pulkovo                            | 30° 30º meridiano este    | |
| Gran Pirámide de Giza                             | 31° 08' 03.69″ E |                                                 | 31° 31º meridiano este    | 1884 |
| Jerusalén                                         | 35° 13' 47.1″ E |                                                 | 35° 35º meridiano este    | [ 13 ] |
| La Meca                                           | 39° 49' 34″ E |                                                 | 39° 39º meridiano este    | Maimónides llama a su pûnto אמצע היישוב, "el medio de lo habitado", es decir el hemisferio habitado. Evidentemente esto era una convención aceptada por los geógrafos árabes de su época. |
| Ujjain                                            | 75° 47' E |                                                 | 75° 75º meridiano este    | Usado desde el siglo cuarto de la era contemporánea en la astronomía y calendarios indios. |
| Kyoto                                             | 136° 14' E |                                                 | 136° 136º meridiano este  | Usado en los mapas japoneses de los siglos XVII y XIX (oficialmente entre 1779–1871). No se conoce el sitio exacto, pero era en "Kairekisyo" en la ciudad de Nishigekkoutyou en Kyoto, la capital de entonces. |
|                                                   | ~ 180 |                                                 | 180° 180º meridiano       | Al otro lado de Greenwich, propuesto el 13 de octubre de 1884 en la Conferencia Internacional del Meridiano por Sandford Fleming |

## Otros cuerpos celestes
Se ha definido un meridiano cero para otros objetos del sistema solar: 
- En la Luna, pasa directamente por medio de la cara visible desde la Tierra, cerca del cráter Bruce. Más generalmente, para objetos la rotación sea síncrona, es posible adoptar la posición media del punto que se encuentra directamente al cuerpo alrededor del cual giran como origen de las longitudes. Esta convención se adopta generalmente por Io, Europa, Ganimedes, Calisto o Titán.
- En Mercurio, la longitud 20° E está definida por un pequeño cráter llamado Hun Kal ( "20" en maya ) .
- A Venus, el cráter Eva, Alpha Regio, sirve de referencia de las longitudes.
- A Marte, el primer meridiano es definido por el cráter Airy-0.
- En los gigantes gaseosos, que no parecen tener una superficie sólida y la atmósfera de la que gira a diferentes velocidades según la latitud, se pueden utilizar varios sistemas, como referencia del campo magnético de estos planetas.
- Las lunas de los gigantes gaseosos, al menos las que no están demasiado lejos, casi siempre están en rotación sincrónica y, a continuación, podemos definir el meridiano de origen como el del punto sub-primario (el punto de la cara de la luna que tiene el objeto principal a su cenit).